# Ida Adamoff
Ida Vartanovna Adamiantz-Adamoff, plus connue sous le nom d'Ida Adamoff (née le 25 juin 1910 à Moscou, décédée le 5 juin 1993 à Paris), est une joueuse de tennis française d'origine arménienne, des années 1930.

## Biographie
Ida Adamoff remporte en 1930 le tournoi international d'Évian-les-Bains ainsi que la coupe réservée aux moins de 21 ans du tournoi de Monte-Carlo. Elle a par la suite connu un certain succès sur les courts européens en étant sacrée championne d'Espagne en 1929 et 1930, des Pays-Bas et de Berlin en 1931, de Roumanie et d'Italie en 1932. Elle est à cette époque la 2e meilleure joueuse française. En 1935, elle est vice-championne de France sur courts couverts, puis atteint la finale du double dames à Roland-Garros, associée à Hilde Sperling.
Fille d'un riche arménien basé à Moscou, sa famille fuit la Russie pendant la Révolution russe et s'installe rue de la Tour à Passy. Elle se marie en 1935 avec Claude Bourdet et a trois enfants.

## Palmarès (partiel)

### Titre en simple dames
| No | Date | Nom et lieu du tournoi        | Catégorie | Surface      | Finaliste     | Score    |  |
| -- | ---- | ----------------------------- | --------- | ------------ | ------------- | -------- |  |
| 1  | 1932 | Internationaux d'Italie, Rome |           | Terre (ext.) | Lucia Valerio | 6-4, 7-5 |  |

### Finale en simple dames
| No | Date | Nom et lieu du tournoi        | Catégorie | Surface      | Vainqueure     | Score    |  |
| -- | ---- | ----------------------------- | --------- | ------------ | -------------- | -------- |  |
| 1  | 1933 | Internationaux d'Italie, Rome |           | Terre (ext.) | Elizabeth Ryan | 6-1, 6-1 |  |

### Titre en double dames
| No | Date | Nom et lieu du tournoi       | Catégorie | Surface      | Partenaire     | Finalistes                   | Score         |  |
| -- | ---- | ---------------------------- | --------- | ------------ | -------------- | ---------------------------- | ------------- |  |
| 1  | 1933 | Internationaux d'Italie Rome |           | Terre (ext.) | Dorothy Andrus | Elizabeth Ryan Lucia Valerio | 6-3, 1-6, 6-4 |  |

### Finales en double dames
| No | Date       | Nom et lieu du tournoi         | Catégorie | Surface      | Vainqueures                   | Partenaire     | Score    |          |
| -- | ---------- | ------------------------------ | --------- | ------------ | ----------------------------- | -------------- | -------- | -------- |
| 1  | 1934       | Internationaux d'Italie Rome   |           | Terre (ext.) | Helen Jacobs Elizabeth Ryan   | Dorothy Andrus | 7-5, 9-7 |          |
| 2  | 20-05-1935 | Internationaux de France Paris | G. Chelem | Terre (ext.) | Margaret Scriven Kay Stammers | Hilde Sperling | 6-4, 6-0 | Parcours |

## Parcours en Grand Chelem (partiel)
Si l’expression « Grand Chelem » désigne classiquement les quatre tournois les plus importants de l’histoire du tennis, elle n'est utilisée pour la première fois qu'en 1933, et n'acquiert la plénitude de son sens que peu à peu à partir des années 1950.

### En simple dames
| Année | Championnat d'Australie | Championnat d'Australie | Internationaux de France | Internationaux de France | Wimbledon       | Wimbledon      | US National | US National |
| ----- | ----------------------- | ----------------------- | ------------------------ | ------------------------ | --------------- | -------------- | ----------- | ----------- |
| 1929  | -                       | -                       | 3e tour (1/8)            | Cilly Aussem             | -               | -              | -           | -           |
| 1930  | -                       | -                       | 2e tour (1/16)           | Phyllis Mudford          | -               | -              | -           | -           |
| 1931  | -                       | -                       | 3e tour (1/8)            | Betty Nuthall            | 2e tour (1/32)  | Kitty McKane   | -           | -           |
| 1932  | -                       | -                       | 3e tour (1/8)            | Hilde Sperling           | -               | -              | -           | -           |
| 1933  | -                       | -                       | 2e tour (1/16)           | Dorothy Andrus           | 1er tour (1/64) | Ruth Armstrong | -           | -           |
| 1934  | -                       | -                       | 1er tour (1/32)          | Kay Stammers             | 3e tour (1/16)  | Joan Hartigan  | -           | -           |
| 1935  | -                       | -                       | 3e tour (1/8)            | Margaret Scriven         | -               | -              | -           | -           |
| 1938  | -                       | -                       | 2e tour (1/16)           | Y. des Landes            | -               | -              | -           | -           |

À droite du résultat, l’ultime adversaire.

### En double dames
| Année | Championnat d'Australie | Championnat d'Australie | Internationaux de France    | Internationaux de France   | Wimbledon                   | Wimbledon                 | US National | US National |
| ----- | ----------------------- | ----------------------- | --------------------------- | -------------------------- | --------------------------- | ------------------------- | ----------- | ----------- |
| 1928  | -                       | -                       | 1er tour (1/8) A. Neufeld   | Joan Austin Betty Nuthall  | -                           | -                         | -           | -           |
| 1929  | -                       | -                       | 2e tour (1/8) Simone Amaury | E. Goldsack Joan Ridley    | -                           | -                         | -           | -           |
| 1930  | -                       | -                       | 2e tour (1/8) Simone Amaury | Joan Fry E. Harvey         | -                           | -                         | -           | -           |
| 1931  | -                       | -                       | 2e tour (1/8) A. Neufeld    | Phyllis Carr Muriel Thomas | 1er tour (1/32) A. Neufeld  | Mary Heeley Freda James   | -           | -           |
| 1932  | -                       | -                       | 1/4 de finale Muriel Thomas | Betty Nuthall E. Bennett   | -                           | -                         | -           | -           |
| 1933  | -                       | -                       | 1/4 de finale Helen Jacobs  | Sylvie Jung C. Rosambert   | -                           | -                         | -           | -           |
| 1934  | -                       | -                       | 1er tour (1/16) Cruiskshank | Madzy Rollin Muriel Thomas | 1er tour (1/32) Goldschmidt | Mary Heeley Dorothy Round | -           | -           |
| 1935  | -                       | -                       | Finale H. Sperling          | M. Scriven Kay Stammers    | -                           | -                         | -           | -           |
| 1938  | -                       | -                       | 2e tour (1/8) Lilí Álvarez  | J. Horner S. Iribarne      | -                           | -                         | -           | -           |

Sous le résultat, la partenaire ; à droite, l’ultime équipe adverse.

### En double mixte
| Année | Championnat d'Australie | Championnat d'Australie | Internationaux de France     | Internationaux de France | Wimbledon                 | Wimbledon               | US National | US National |
| ----- | ----------------------- | ----------------------- | ---------------------------- | ------------------------ | ------------------------- | ----------------------- | ----------- | ----------- |
| 1929  | -                       | -                       | 1er tour (1/32) André Martin | Joan Ridley John Olliff  | -                         | -                       | -           | -           |
| 1930  | -                       | -                       | 2e tour (1/16) L. Aslangul   | Sylvie Jung J. Brugnon   | -                         | -                       | -           | -           |
| 1931  | -                       | -                       | -                            | -                        | 1/4 de finale E. Maier    | Anna Harper George Lott | -           | -           |
| 1934  | -                       | -                       | -                            | -                        | 2e tour (1/32) M. Bernard | Freda James Harry Lee   | -           | -           |

Sous le résultat, le partenaire ; à droite, l’ultime équipe adverse.